# 水獾蛛

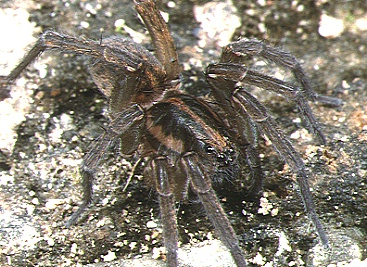
Trochosa aquatica

水獾蛛（学名：Trochosa aquatica）为狼蛛科獾蛛属的动物。分布于日本以及中国大陆的湖南、浙江等地。该物种的模式产地在日本。